# アルベルト・ヌーハイス
アルベルト・ヌーハイス（Johannes Albert Neuhuys、1844年6月10日 - 1914年2月6日）はオランダの画家である。オランダの北ホラント州の、ラーレンに集まった画家たち、「ラーレン派」を代表する画家である。

## 略歴
ユトレヒトに生まれた。1858年から1860年までユトレヒトの美術学校で学んで、ユトレヒトの版画出版商、Van de Weyerで働いたが、2年後版画商は破産し、その後、画家となることにした。王室の奨学金を得て1868年から1872年までアントウェルペン王立芸術学院で学んだ。この時期、17世紀の風俗画家、ピーテル・デ・ホーホの描いたような室内画を描いた。
1872年にアムステルダムに移り、ヨゼフ・イスラエルス、アントン・モーヴやウィレム・マリス、ヤコブ・マリスのマリス兄弟らと知り合った。1876年にデン・ハーグに移り「ハーグ派」の画家として活動した。
デン・ハーグが都会化することによって、「ハーグ派」の人々の絵画のテーマとして魅力を失った後、イスラエルスからラーレンの景色のすばらしさを教えられ1880年代のはじめにラーレンに移住した。2年後にモーヴがラーレンに移ってきた。その後、ヘイン・ケファー(Hein Kever)、ステーリンク(Willem Steelink)、ファルケンブルグ(Hendrik Valkenburg)といった画家がラーレンに集まり「ラーレン派」と呼ばれる画家集団が形成された。ノイフィスは農民や、職人の生活を描いた。「ラーレン派」の画家には風景画を主に描く画家も多い。
1885年にヒルフェルスムに移り、1900年から1910年にはアムステルダムに住んだ。1910年にスイスのチューリッヒに移ったが、春と秋にはラーレンを訪れ続けた。スイスのロカルノ近くの町Orselinaで没した。

## 作品

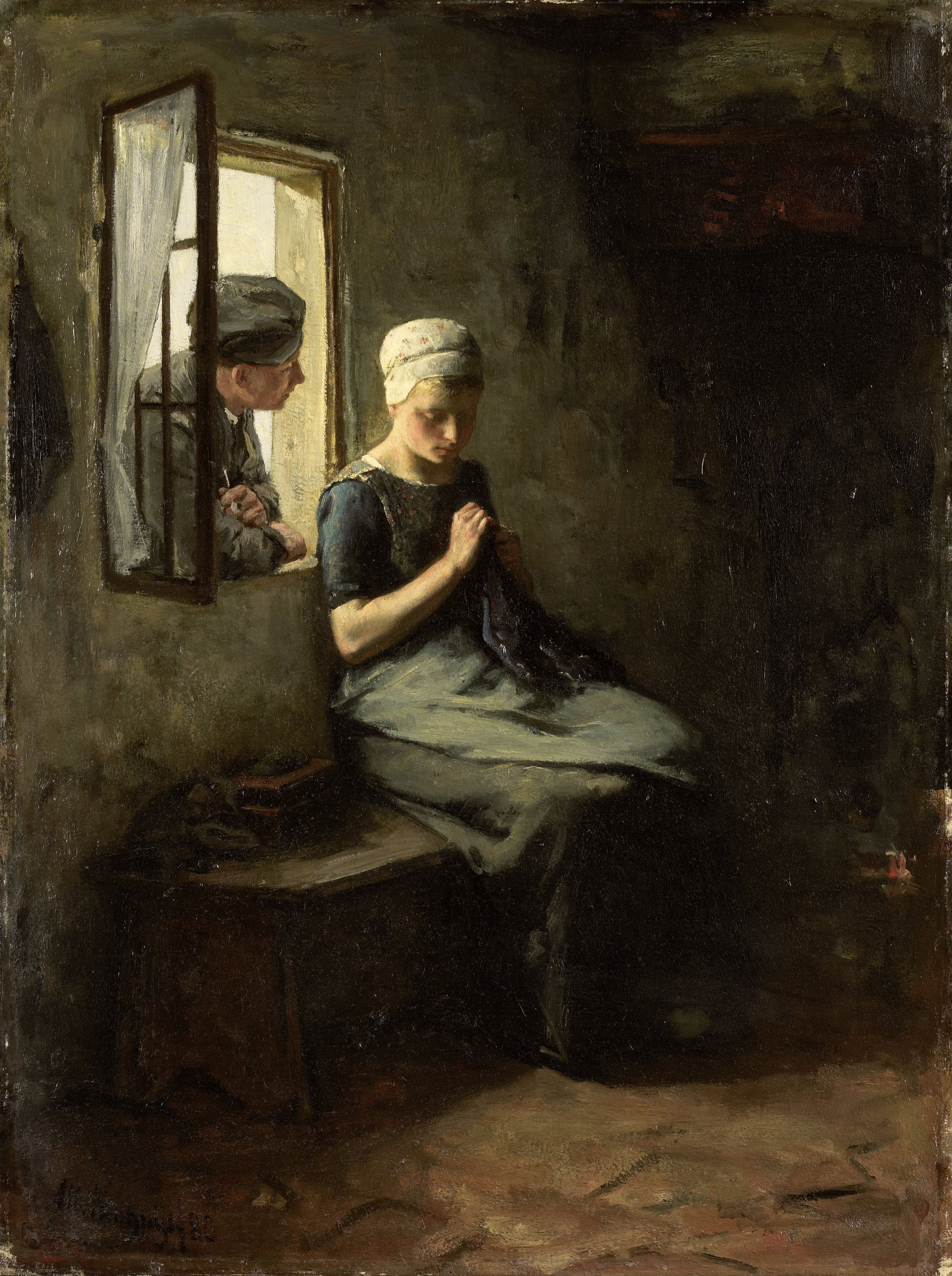
漁師のプレゼント (1880)
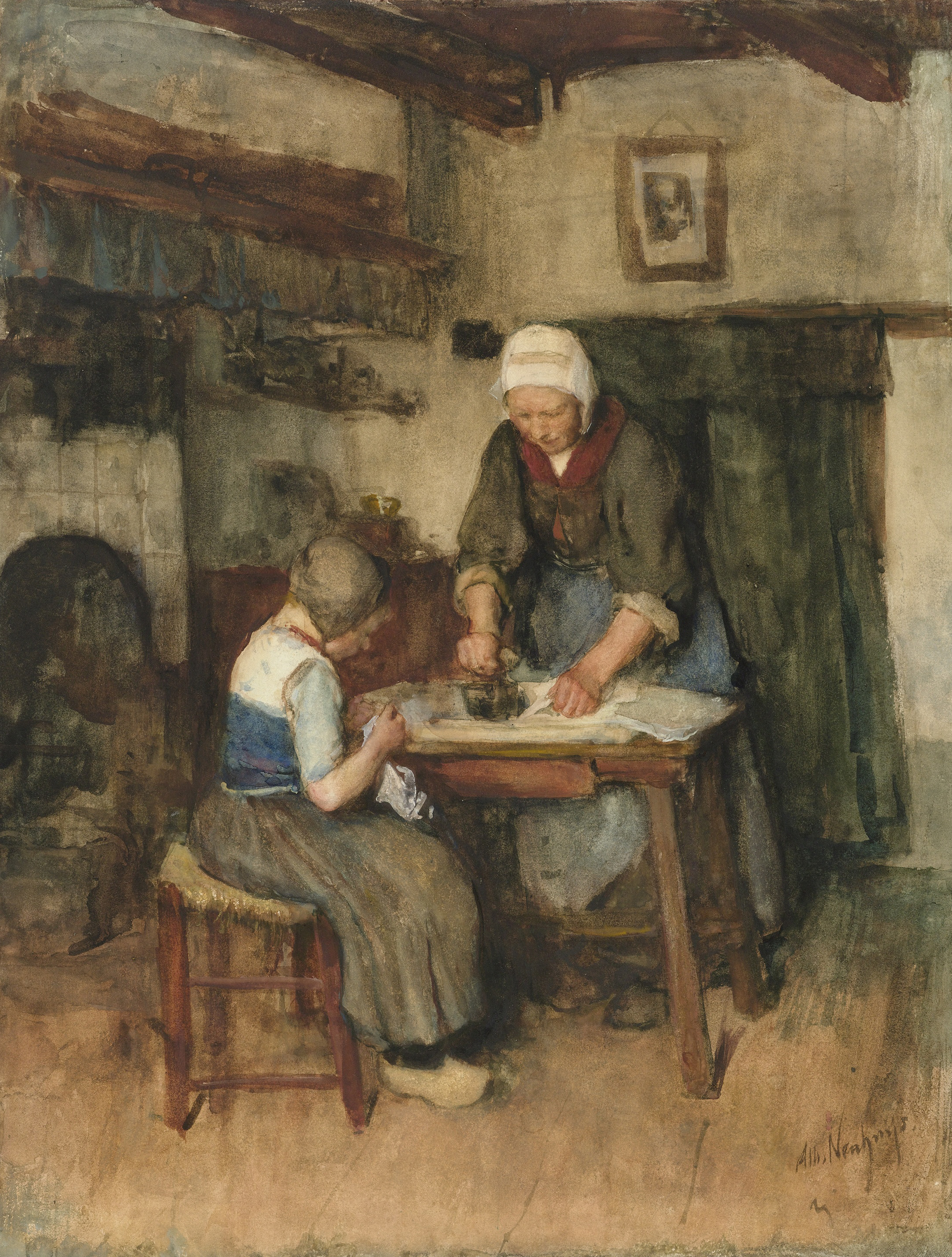
アイロンをかける女と縫い物をする子供
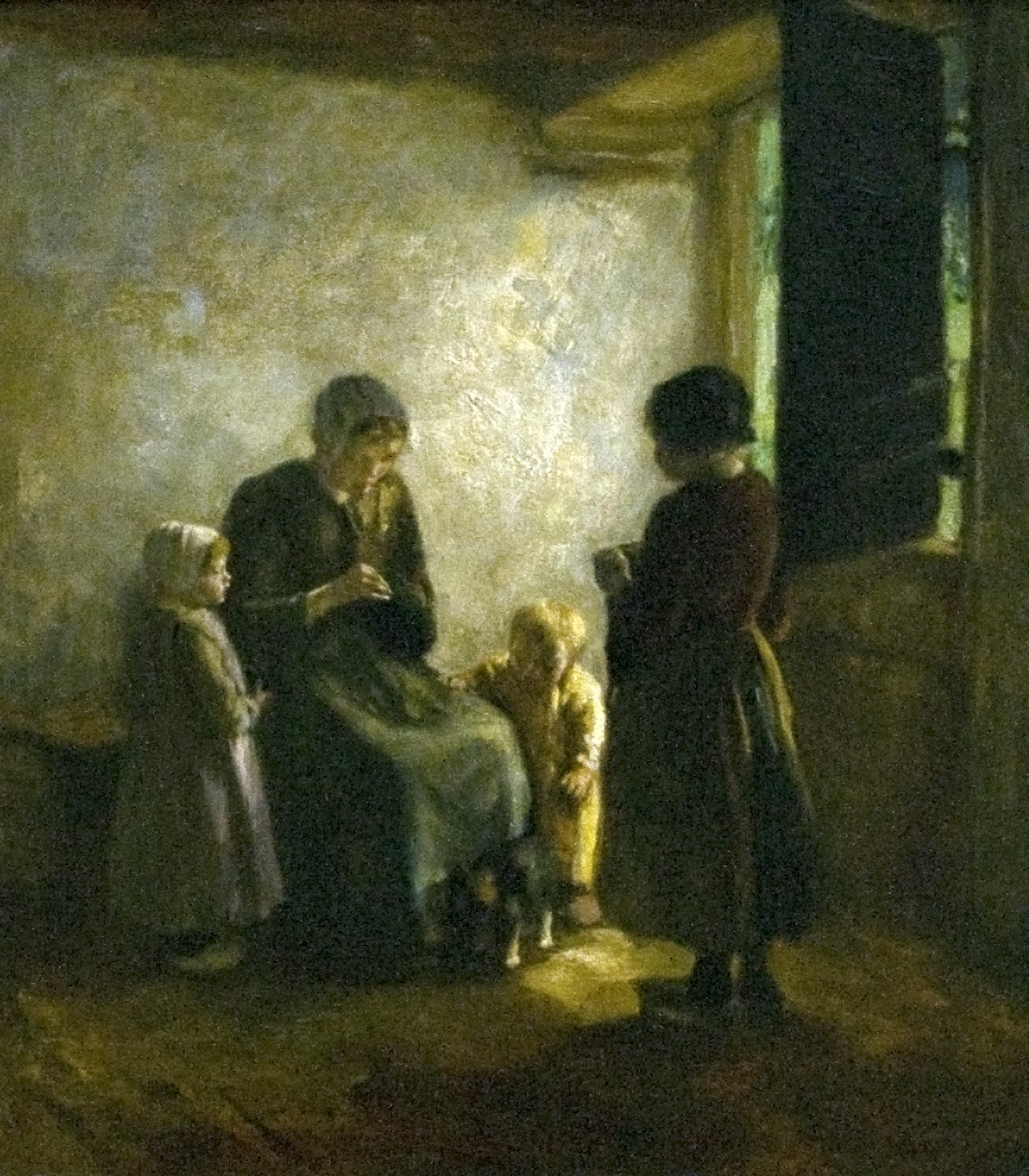
De open deur(1905)
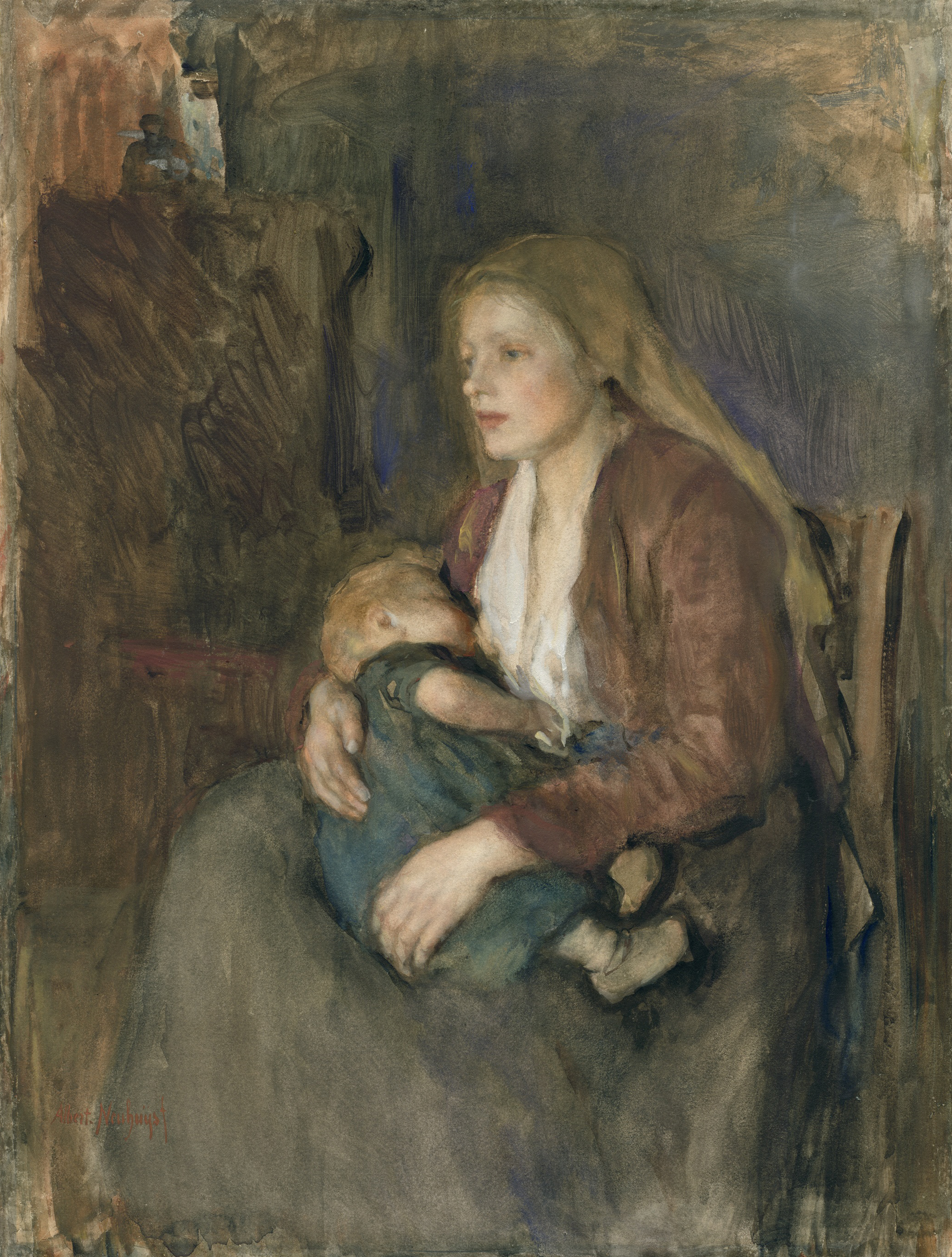
北欧の女性

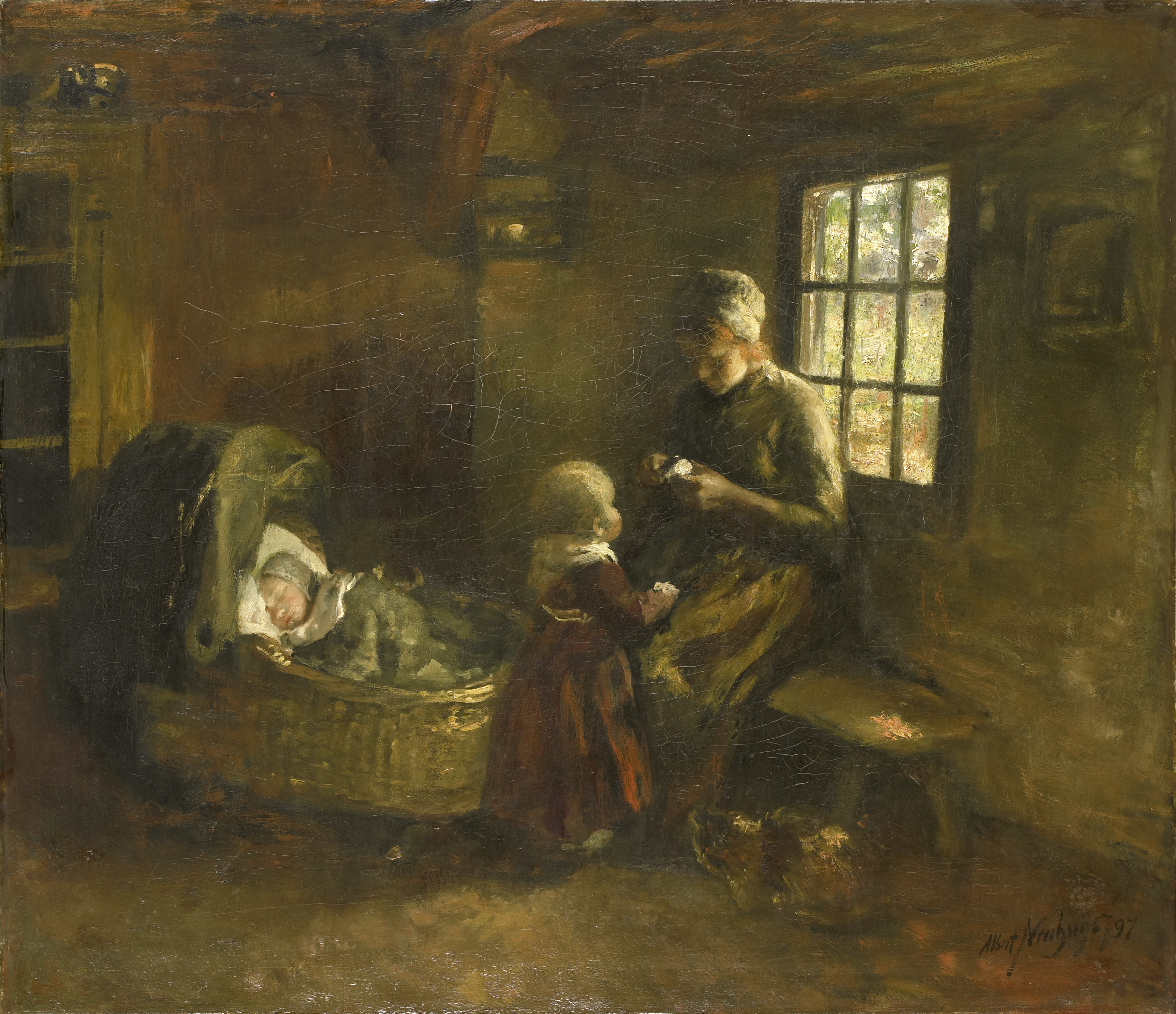
ゆりかごのそばで
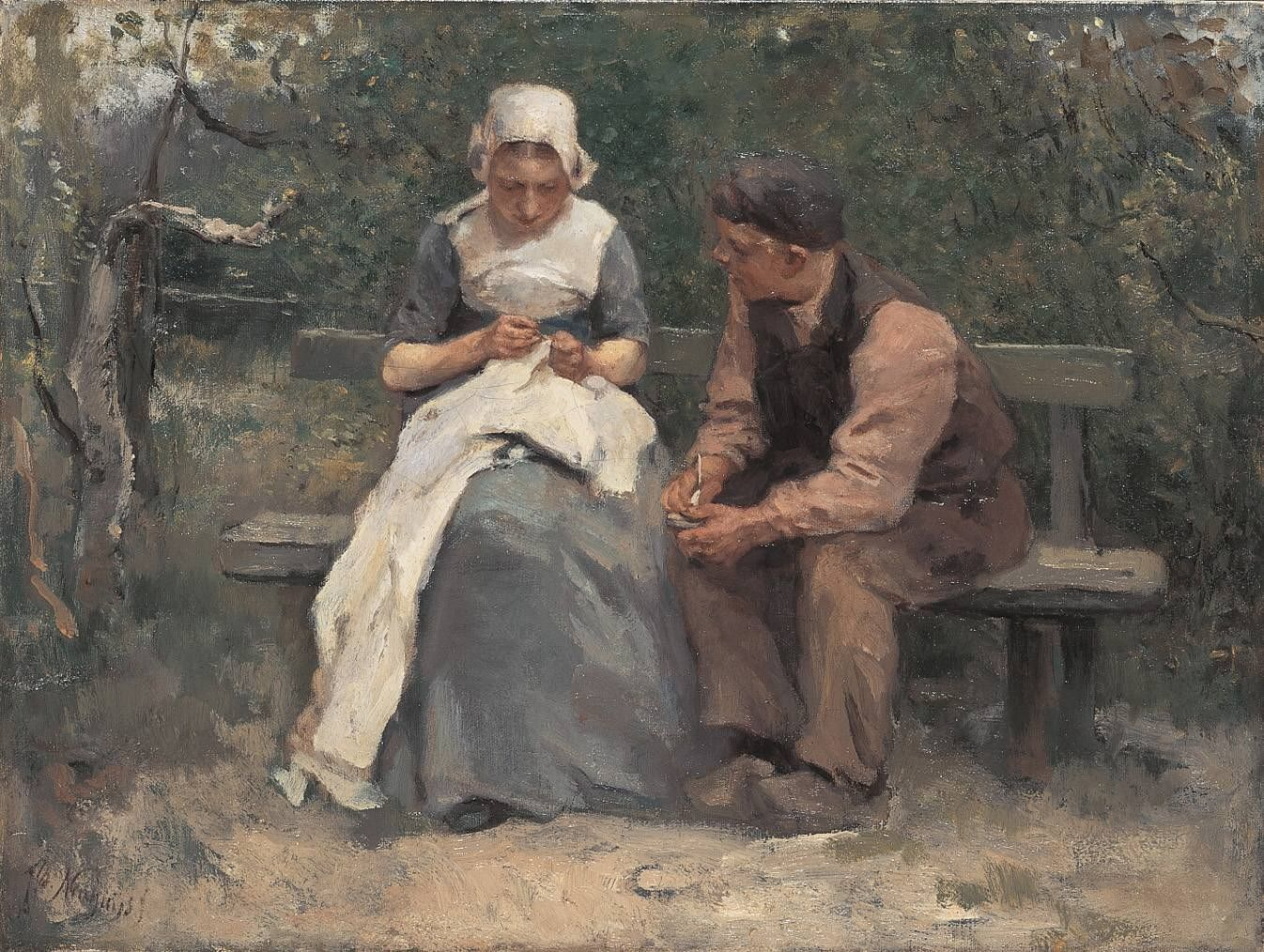
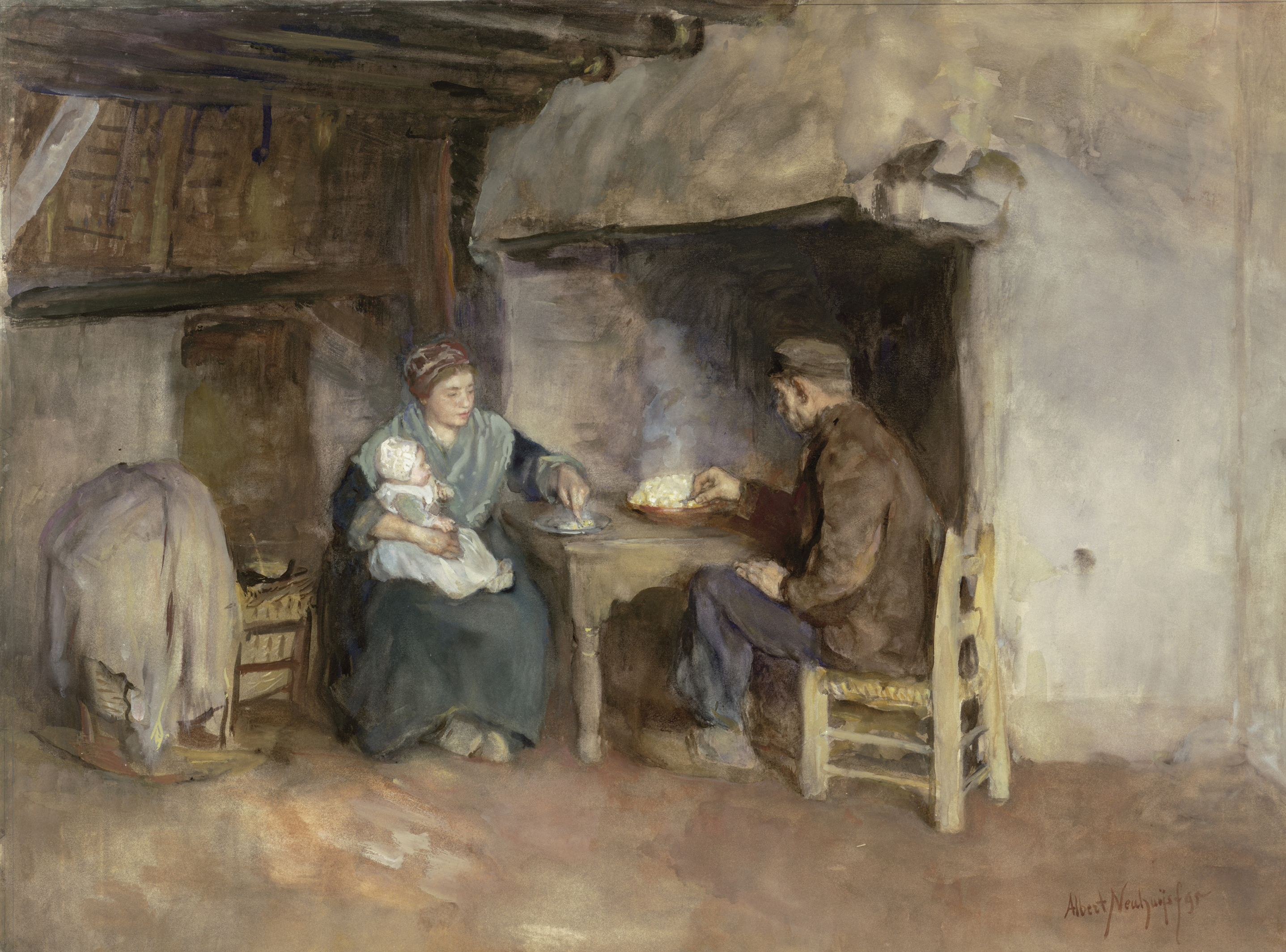